# Waverly (Alabama)
Pour les articles homonymes, voir Waverly.
Waverly est une ville des comtés de Chambers et Lee, en Alabama, aux États-Unis,,.
Elle est incorporée en 1910.

## Démographie
| 1920 | 1930 | 1940 | 1950 | 1960 | 1970 |
| ---- | ---- | ---- | ---- | ---- | ---- |
| 208  | 383  | 321  | 306  | 250  | 247  |

| 1980 | 1990 | 2000 | 2010 | - | - |
| ---- | ---- | ---- | ---- | - | - |
| 228  | 152  | 184  | 145  | - | - |

## Source de la traduction
- (en) Cet article est partiellement ou en totalité issu de l’article de Wikipédia en anglais intitulé « Waverly, Alabama » (voir la liste des auteurs).